# البقيعة (طوباس)
البقيعة مجموعة قروية فلسطينية في محافظة طوباس شمال الضفة الغربية، تضم ثلاث قرى صغيرة هي خربة عاطوف، الحديدية وخربة حمصة الفوقا.

## التاريخ والتسمية
يسكن الناس البقيعة منذ عهد الحكم العثماني في فلسطين. هجرت عدة قرى في المنطقة بما في ذلك واحدة تسمى السكيف. في النهاية، عاد واستقر في المنطقة عرب من بلدة طمون القريبة، وخصوصًا من أسرتي بني عودة وبشارات.
سميت خربة عاطوف بهذا الاسم نسبة إلى جندي أيوبي اسمه عاطف، توفي خلال الحروب الصليبية.

## الجغرافيا
تتكون البقيعة من ثلاث قرى هي خربة عاطوف وخربة حمصة والحديدية، وتبلغ مساحتهن مجتمعة حوالي 29,250 دونمًا، حيث تعد خربة عاطوف أكبرهن مساحة. تقغ البقيعة على سهل مستو محاط بالجبال وعلى ارتفاع 50 مترًا فوق مستوى سطح البحر.

## السكان
كان مجموع سكان البقيعة 227 عام 1997، و 1,850 عام 2005. وفقًا للجهاز المركزي للإحصاء الفلسطيني، كان عدد سكان الحديدية 183 نسمة.

## مؤسسات البقيعة
فيها مسجد وحيد هو مسجد أبو بكر الصديق في خربة عاطوف، بالإضافة إلى مدرسة واحدة، وروضة أطفال واحدة. يتلقى معظم طلبة البقيعة تعليمهم في بلدة طمون القريبة. حوالي 72.3% من سكان البقيعة يجيدون القراءة والكتابة.

### الحكم المحلي
خربة عاطوف هي المنطقة المحلية الوحيدة في مجموعة البقيعة التي لها لجنة حكم محلي. وهي تتألف من أربعة أعضاء منتخبين وموظف واحد مدفوع الأجر. وتشمل مسؤولياتها شراء وتوزيع المياه على سكانها وفتح الطرق وتوفير الكهرباء للسكان.

## الاقتصاد

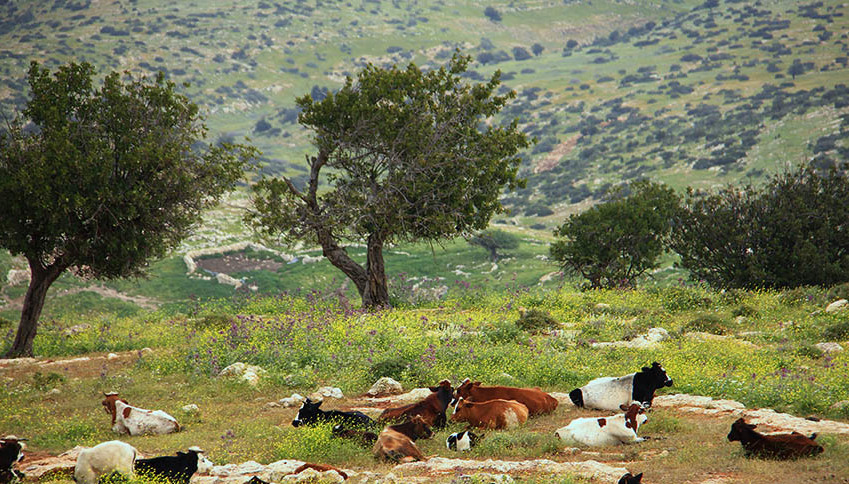
سهل البقيعة في طوباس

تعمل غالبية القوى العاملة في البقيعة بشكل رئيسي في مجال الزراعة إذ تبلغ نسبتهم حوالي 95% في مقابل 5% يعملون داخل الخط الأخضر.